# لويس رودريغيز (لاعب كرة قدم)
لويس رودريغيز (بالإسبانية: Luis Ricardo Rodríguez)‏ (27 سبتمبر 1982 في غواتيمالا - ) هو لاعب كرة قدم غواتيمالي في مركز الدفاع. شارك مع منتخب غواتيمالا لكرة القدم. أما مع النوادي، فقد لعب مع نادي كوميونيكيشنس وC.D. Suchitepéquez ‏ وDeportivo Coatepeque ‏ وDeportivo Mictlán ‏ وديبورتيفو بيتابا.

## وصلات خارجية
- لويس رودريغيز على موقع الاتحاد الدولي (مؤرشف)  (الإنجليزية)
- لويس رودريغيز على موقع قاعدة بيانات كرة القدم.إي يو (الإنجليزية)
- لويس رودريغيز على موقع ناشيونال فوتبول تيمز (الإنجليزية)